# Maladera cinnabarina
Maladera cinnabarina är en skalbaggsart som beskrevs av Brenske 1898. Maladera cinnabarina ingår i släktet Maladera och familjen Melolonthidae. Inga underarter finns listade i Catalogue of Life.